# Battaglia di Skerries
La battaglia di Skerries (nota anche come battaglia di Ardscull) fu un episodio delle guerre d'indipendenza scozzesi che venne combattuto il 26 gennaio 1316, tra le forze scoto-irlandesi di Edward Bruce, fratello di re Roberto I di Scozia, e quelle della contea di Kildare che vi si opponevano.

## La battaglia
Edward Bruce, conte di Carrick, era sbarcato in Irlanda nel maggio del 1315 ed era stato proclamato re dell'isola a giugno. Bruce continuò la sua marcia a sud, quando il 26 gennaio 1316 l'esercito scozzese che avanzava da Castledermot si scontrò con una forza inglese. Le forze iberno-normanne, sotto la guida del giustiziere d'Irlanda, erano composte da uomini come John FitzThomas FitzGerald, Maurice FitzThomas FitzGerald, Thomas FitzJohn, John e Arnold Poer, Maurice de Rocheford, e Miles e David de la Roche. Queste forze insieme superavano di gran lunga quelle di Edward Bruce e dei suoi alleati irlandesi, ma tra i ranghi anglo-irlandesi si aprirono delle dispute di cui il Bruce seppe saggiamente approfittare. Pur subendo pesanti perdite, gli scozzesi seppero mantenere il campo di battaglia, vincendo infine la battaglia.

## Conseguenze
Il resoconto ufficiale della battaglia, di matrice inglese, incolpò del fallimento il terreno e la sfortuna, ma nello stesso racconto si fa presente come gli scozzesi abbiano perso molti dei loro uomini migliori nello scontro.
Dopo la battaglia gli scozzesi saccheggiarono il vicino villaggio di Athy per poi ritirarsi verso Leix, mentre le forze anglo-irlandesi li tenevano sotto sorveglianza dalla vicina Castledermot, mentre i loro capi si ritiravano a Dublino. Qui il vescovo John Hotham, inviato del re in Irlanda, fece di tutto per assicurarsi la lealtà dei nobili irlandesi alla causa inglese. A maggio, ad ogni modo, Edward Bruce era ormai tornato nella sua base sicura nell'Ulster, mentre Hotham aveva fatto ritorno in Inghilterra per occupare l'incarico di vescovo di Ely.